# Campionati del mondo di triathlon del 2010
I campionati del mondo di triathlon del 2010 (XXII edizione) sono consistiti in una serie di sei gare di Campionati del mondo, denominate Dextro Energy Triathlon - ITU World Championship Series 2010, che hanno condotto alla Gran Finale di Budapest, (Ungheria) del 12 settembre del 2010.
La serie è stata organizzata sotto il patrocinio dell'ente che gestisce il trathlon a livello mondiale - la International Triathlon Union (ITU) - ed è stata sponsorizzata da Dextro Energy.
Tra gli uomini ha vinto lo spagnolo Javier Gómez (secondo titolo iridato), mentre la gara femminile è andata per la seconda volta consecutiva all'australiana Emma Moffatt.
La gara Under 23 è andata al britannico Jonathan Brownlee e all'australiana Emma Jackson.
La gara junior ha visto trionfare lo spagnolo Fernando Alarza, mentre tra le donne ha vinto l'australiana Ashleigh Gentle.

## Gli eventi della serie
Per il secondo anno i campionati del mondo di triathlon prevedono la formula delle series. I sei eventi, propedeutici alla Gran Finale, si sono tenuti in tre diversi continenti, in particolare nelle località precedentemente utilizzate con successo nelle gare di coppa del mondo.
È stata, inoltre, nuovamente concessa la possibilità agli atleti di provare il circuito della gara che si terrà alle Olimpiadi del 2012 ad Hyde Park, Londra.
| Data           | Località            | Tipo        |
| -------------- | ------------------- | ----------- |
| 11 aprile      | Sydney, Australia   | Evento      |
| 8 maggio       | Seul, Corea del Sud | Evento      |
| 5-6 giugno     | Madrid, Spagna      | Evento      |
| 17-18 luglio   | Amburgo, Germania   | Evento      |
| 24-25 luglio   | Londra, Regno Unito | Evento      |
| 14-15 agosto   | Kitzbühel, Austria  | Evento      |
| 8-12 settembre | Budapest, Ungheria  | Gran Finale |

## Risultati

### Classifica generale Campionati del mondo 2010

#### Élite Uomini
| Pos. | Nome                  | Paese       | Punti |
| ---- | --------------------- | ----------- | ----- |
|      | Javier Gómez          | Spagna      | 3.789 |
|      | Steffen Justus        | Germania    | 3.139 |
|      | Brad Kahlefeldt       | Australia   | 3.112 |
| 4    | Jan Frodeno           | Germania    | 2.963 |
| 5    | João Silva            | Portogallo  | 2.649 |
| 6    | Alistair Brownlee     | Regno Unito | 2.435 |
| 7    | Sven Riederer         | Svizzera    | 2.405 |
| 8    | Aleksandr Brjuchankov | Russia      | 2.388 |
| 9    | David Hauss           | Francia     | 2.191 |
| 10   | Courtney Atkinson     | Australia   | 2.096 |

#### Élite donne
| Pos. | Nome          | Paese       | Punti |
| ---- | ------------- | ----------- | ----- |
|      | Emma Moffatt  | Australia   | 3.806 |
|      | Nicola Spirig | Svizzera    | 3.413 |
|      | Lisa Nordén   | Svezia      | 3.390 |
| 4    | Helen Jenkins | Regno Unito | 3.184 |
| 5    | Paula Findlay | Canada      | 3.016 |
| 6    | Andrea Hewitt | Regno Unito | 2.877 |
| 7    | Kate Roberts  | Svizzera    | 2.731 |
| 8    | Vicky Holland | Russia      | 2.652 |
| 9    | Mariko Adachi | Francia     | 2.577 |
| 10   | Laura Bennett | Australia   | 2.536 |

### Risultati Gran Finale
La Gran Finale dei Campionati mondiali di triathlon del 2010 si è tenuta a Budapest, Ungheria in data 12 settembre 2010.

#### Élite uomini
| Pos. | Nome                        | Paese       | Nuoto    | Bici     | Corsa    | Totale   |
| ---- | --------------------------- | ----------- | -------- | -------- | -------- | -------- |
|      | Alistair Brownlee           | Regno Unito | 00:17:12 | 00:53:54 | 00:30:00 | 01:42:26 |
|      | Francisco Javier Gómez Noya | Spagna      | 00:17:09 | 00:53:54 | 00:30:05 | 01:42:30 |
|      | Steffen Justus              | Germania    | 00:17:48 | 00:53:22 | 00:30:29 | 01:43:04 |
| 4    | João Silva                  | Portogallo  | 00:17:24 | 00:53:50 | 00:30:29 | 01:43:05 |
| 5    | Brad Kahlefeldt             | Australia   | 00:17:30 | 00:53:39 | 00:30:40 | 01:43:09 |
| 6    | David Hauss                 | Francia     | 00:18:11 | 00:53:00 | 00:30:44 | 01:43:12 |
| 7    | Maik Petzold                | Germania    | 00:17:21 | 00:53:47 | 00:30:46 | 01:43:18 |
| 8    | Sven Riederer               | Svizzera    | 00:17:29 | 00:53:37 | 00:31:08 | 01:43:37 |
| 9    | Jonathan Zipf               | Germania    | 00:17:57 | 00:53:13 | 00:31:16 | 01:43:46 |
| 10   | Christian Prochnow          | Germania    | 00:17:21 | 00:53:52 | 00:31:17 | 01:43:54 |

Classifica completa

#### Élite donne
| Pos. | Nome          | Paese       | Nuoto    | Bici     | Corsa    | Totale   |
| ---- | ------------- | ----------- | -------- | -------- | -------- | -------- |
|      | Emma Snowsill | Australia   | 00:18:25 | 00:56:40 | 00:33:08 | 01:49:43 |
|      | Emma Moffatt  | Australia   | 00:18:24 | 00:56:40 | 00:35:05 | 01:51:25 |
|      | Nicola Spirig | Svizzera    | 00:18:36 | 00:56:23 | 00:35:05 | 01:51:28 |
| 4    | Lisa Nordén   | Svezia      | 00:18:52 | 00:56:10 | 00:35:06 | 01:51:28 |
| 5    | Paula Findlay | Canada      | 00:18:57 | 00:56:08 | 00:35:02 | 01:51:30 |
| 6    | Vicky Holland | Regno Unito | 00:18:14 | 00:56:43 | 00:35:05 | 01:51:31 |
| 7    | Helen Jenkins | Regno Unito | 00:18:06 | 00:56:57 | 00:35:09 | 01:51:34 |
| 8    | Laura Bennett | Stati Uniti | 00:18:12 | 00:56:51 | 00:35:12 | 01:51:36 |
| 9    | Carole Péon   | Francia     | 00:18:53 | 00:56:08 | 00:35:09 | 01:51:36 |
| 10   | Juri Ide      | Giappone    | 00:18:41 | 00:56:23 | 00:35:21 | 01:51:55 |

Classifica completa

#### Junior uomini
| Pos. | Nome            | Paese       | Nuoto    | Bici     | Corsa    | Totale   |
| ---- | --------------- | ----------- | -------- | -------- | -------- | -------- |
|      | Fernando Alarza | Spagna      | 00:08:39 | 00:26:33 | 00:15:47 | 00:52:15 |
|      | Thomas Bishop   | Regno Unito | 00:08:49 | 00:26:18 | 00:15:54 | 00:52:17 |
|      | Kevin McDowell  | Stati Uniti | 00:08:35 | 00:26:39 | 00:15:51 | 00:52:22 |
| 4    | Lukas Verzbicas | Stati Uniti | 00:09:00 | 00:27:01 | 00:15:20 | 00:52:36 |
| 5    | Ron Darmon      | Israele     | 00:08:46 | 00:26:13 | 00:16:17 | 00:52:43 |

Classifica completa

#### Junior donne
| Pos. | Nome            | Paese       | Nuoto    | Bici     | Corsa    | Totale   |
| ---- | --------------- | ----------- | -------- | -------- | -------- | -------- |
|      | Ashleigh Gentle | Australia   | 00:09:57 | 00:29:48 | 00:16:41 | 00:57:47 |
|      | Charlotte Bauer | Germania    | 00:09:22 | 00:30:14 | 00:17:45 | 00:58:52 |
|      | Joanna Brown    | Canada      | 00:10:14 | 00:29:51 | 00:17:33 | 00:59:07 |
| 4    | Kelly Whitley   | Stati Uniti | 00:09:52 | 00:29:52 | 00:18:14 | 00:59:20 |
| 5    | Yuka Satō       | Giappone    | 00:09:30 | 00:30:09 | 00:18:19 | 00:59:29 |

Classifica completa

#### Under 23 uomini
| Pos. | Nome              | Paese         | Nuoto    | Bici     | Corsa    | Totale   |
| ---- | ----------------- | ------------- | -------- | -------- | -------- | -------- |
|      | Jonathan Brownlee | Regno Unito   | 00:17:21 | 00:54:51 | 00:31:06 | 01:44:24 |
|      | Ryan Sissons      | Nuova Zelanda | 00:17:27 | 00:54:44 | 00:31:22 | 01:44:52 |
|      | Franz Loeschke    | Germania      | 00:18:18 | 00:53:54 | 00:31:22 | 01:44:53 |
| 4    | Jamie Huggett     | Australia     | 00:17:28 | 00:54:43 | 00:31:25 | 01:44:55 |
| 5    | Alessandro Fabian | Italia        | 00:17:23 | 00:54:49 | 00:31:34 | 01:45:02 |

Classifica completa

#### Under 23 donne
| Pos. | Nome                 | Paese       | Nuoto    | Bici     | Corsa    | Totale   |
| ---- | -------------------- | ----------- | -------- | -------- | -------- | -------- |
|      | Emma Jackson         | Australia   | 00:18:47 | 01:03:16 | 00:34:38 | 01:58:07 |
|      | Kirsten Sweetland    | Canada      | 00:19:21 | 01:02:32 | 00:35:32 | 01:58:59 |
|      | Emmie Charayron      | Francia     | 00:19:34 | 01:02:25 | 00:36:01 | 01:59:19 |
| 4    | Rachel Klamer        | Paesi Bassi | 00:19:11 | 01:02:39 | 00:36:03 | 01:59:31 |
| 5    | Alexandra Razarenova | Russia      | 00:19:46 | 01:02:06 | 00:36:22 | 01:59:45 |

Classifica completa

### Risultati Serie 1 - Sydney

#### Élite uomini
| Pos. | Nome                  | Paese         | Nuoto    | Bici     | Corsa    | Totale   |
| ---- | --------------------- | ------------- | -------- | -------- | -------- | -------- |
|      | Bevan Docherty        | Nuova Zelanda | 00:18:44 | 01:00:07 | 00:31:20 | 01:51:27 |
|      | Aleksandr Brjuchankov | Russia        | 00:18:41 | 01:00:44 | 00:30:55 | 01:51:33 |
|      | David Hauss           | Francia       | 00:18:39 | 01:00:42 | 00:31:01 | 01:51:34 |

Classifica completa

#### Élite donne
| Pos. | Nome                 | Paese         | Nuoto    | Bici     | Corsa    | Totale   |
| ---- | -------------------- | ------------- | -------- | -------- | -------- | -------- |
|      | Barbara Riveros Diaz | Cile          | 00:21:51 | 01:05:25 | 00:35:45 | 02:04:19 |
|      | Andrea Hewitt        | Nuova Zelanda | 00:21:18 | 01:06:02 | 00:35:44 | 02:04:19 |
|      | Emma Moffatt         | Australia     | 00:21:27 | 01:05:58 | 00:35:45 | 02:04:20 |

Classifica completa

### Risultati Serie 2 - Seul

#### Élite uomini
| Pos. | Nome              | Paese     | Nuoto    | Bici     | Corsa    | Totale   |
| ---- | ----------------- | --------- | -------- | -------- | -------- | -------- |
|      | Jan Frodeno       | Germania  | 00:19:25 | 01:01:47 | 00:29:08 | 01:51:49 |
|      | Courtney Atkinson | Australia | 00:19:23 | 01:01:49 | 00:29:08 | 01:51:50 |
|      | Brad Kahlefeldt   | Australia | 00:19:30 | 01:01:46 | 00:29:32 | 01:52:17 |

Classifica completa

#### Élite donne
| Pos. | Nome                 | Paese     | Nuoto    | Bici     | Corsa    | Totale   |
| ---- | -------------------- | --------- | -------- | -------- | -------- | -------- |
|      | Daniela Ryf          | Svizzera  | 00:19:53 | 01:06:05 | 00:33:23 | 02:00:59 |
|      | Barbara Riveros Diaz | Cile      | 00:20:02 | 01:05:58 | 00:33:24 | 02:01:02 |
|      | Emma Moffatt         | Australia | 00:19:46 | 01:06:15 | 00:33:26 | 02:01:04 |

Classifica completa

### Risultati Serie 3 - Madrid

#### Élite uomini
| Pos. | Nome              | Paese       | Nuoto    | Bici     | Corsa    | Totale   |
| ---- | ----------------- | ----------- | -------- | -------- | -------- | -------- |
|      | Alistair Brownlee | Regno Unito | 00:18:03 | 01:01:59 | 00:31:12 | 01:52:41 |
|      | Courtney Atkinson | Australia   | 00:18:24 | 01:01:40 | 00:31:25 | 01:52:51 |
|      | Sven Riederer     | Svizzera    | 00:18:25 | 01:01:36 | 00:31:40 | 01:53:07 |

Classifica completa

#### Élite donne
| Pos. | Nome            | Paese       | Nuoto    | Bici     | Corsa    | Totale   |
| ---- | --------------- | ----------- | -------- | -------- | -------- | -------- |
|      | Nicola Spirig   | Svizzera    | 00:19:49 | 01:09:16 | 00:35:23 | 02:06:01 |
|      | Emmie Charayron | Francia     | 00:20:22 | 01:08:48 | 00:35:22 | 02:06:05 |
|      | Helen Jenkins   | Regno Unito | 00:19:35 | 01:09:32 | 00:35:24 | 02:06:09 |

Classifica completa

### Risultati Serie 4 - Amburgo

#### Élite uomini
| Pos. | Nome                        | Paese       | Nuoto    | Bici     | Corsa    | Totale   |
| ---- | --------------------------- | ----------- | -------- | -------- | -------- | -------- |
|      | Francisco Javier Gómez Noya | Spagna      | 00:16:47 | 00:56:12 | 00:29:17 | 01:43:07 |
|      | Jan Frodeno                 | Germania    | 00:16:45 | 00:56:09 | 00:29:38 | 01:43:23 |
|      | Tim Don                     | Regno Unito | 00:16:48 | 00:56:09 | 00:30:06 | 01:43:57 |

Classifica completa

#### Élite donne
| Pos. | Nome            | Paese     | Nuoto    | Bici     | Corsa    | Totale   |
| ---- | --------------- | --------- | -------- | -------- | -------- | -------- |
|      | Lisa Nordén     | Svezia    | 00:18:43 | 00:59:56 | 00:34:19 | 01:53:53 |
|      | Emma Moffatt    | Australia | 00:18:16 | 01:00:20 | 00:34:23 | 01:53:53 |
|      | Aileen Morrison | Irlanda   | 00:18:28 | 01:00:09 | 00:34:19 | 01:53:55 |

Classifica completa

### Risultati Serie 5 - Londra

#### Élite uomini
| Pos. | Nome                        | Paese       | Nuoto    | Bici     | Corsa    | Totale   |
| ---- | --------------------------- | ----------- | -------- | -------- | -------- | -------- |
|      | Francisco Javier Gómez Noya | Spagna      | 00:18:03 | 00:53:44 | 00:29:31 | 01:42:08 |
|      | Jonathan Brownlee           | Regno Unito | 00:18:00 | 00:53:53 | 00:29:33 | 01:42:14 |
|      | Jan Frodeno                 | Germania    | 00:18:02 | 00:53:47 | 00:29:54 | 01:42:30 |

Classifica completa

#### Élite donne
| Pos. | Nome          | Paese       | Nuoto    | Bici     | Corsa    | Totale   |
| ---- | ------------- | ----------- | -------- | -------- | -------- | -------- |
|      | Paula Findlay | Canada      | 00:19:43 | 00:57:17 | 00:33:51 | 01:51:48 |
|      | Nicola Spirig | Svizzera    | 00:19:51 | 00:57:08 | 00:33:59 | 01:51:51 |
|      | Helen Jenkins | Regno Unito | 00:19:31 | 00:57:27 | 00:33:58 | 01:51:53 |

Classifica completa

### Risultati Serie 6 - Kitzbühel

#### Élite uomini
| Pos. | Nome                        | Paese       | Nuoto    | Bici     | Corsa    | Totale   |
| ---- | --------------------------- | ----------- | -------- | -------- | -------- | -------- |
|      | Stuart Hayes                | Regno Unito | 00:18:23 | 01:00:42 | 00:32:19 | 01:52:32 |
|      | Francisco Javier Gómez Noya | Spagna      | 00:18:30 | 01:02:24 | 00:31:07 | 01:53:04 |
|      | Jan Frodeno                 | Germania    | 00:18:22 | 01:02:25 | 00:31:28 | 01:53:21 |

Classifica completa

#### Élite donne
| Pos. | Nome          | Paese         | Nuoto    | Bici     | Corsa    | Totale   |
| ---- | ------------- | ------------- | -------- | -------- | -------- | -------- |
|      | Paula Findlay | Canada        | 00:19:48 | 01:06:52 | 00:35:10 | 02:03:03 |
|      | Lisa Nordén   | Svezia        | 00:19:44 | 01:06:55 | 00:35:17 | 02:03:06 |
|      | Andrea Hewitt | Nuova Zelanda | 00:19:42 | 01:06:56 | 00:35:22 | 02:03:10 |

Classifica completa